# Moros i Cristians

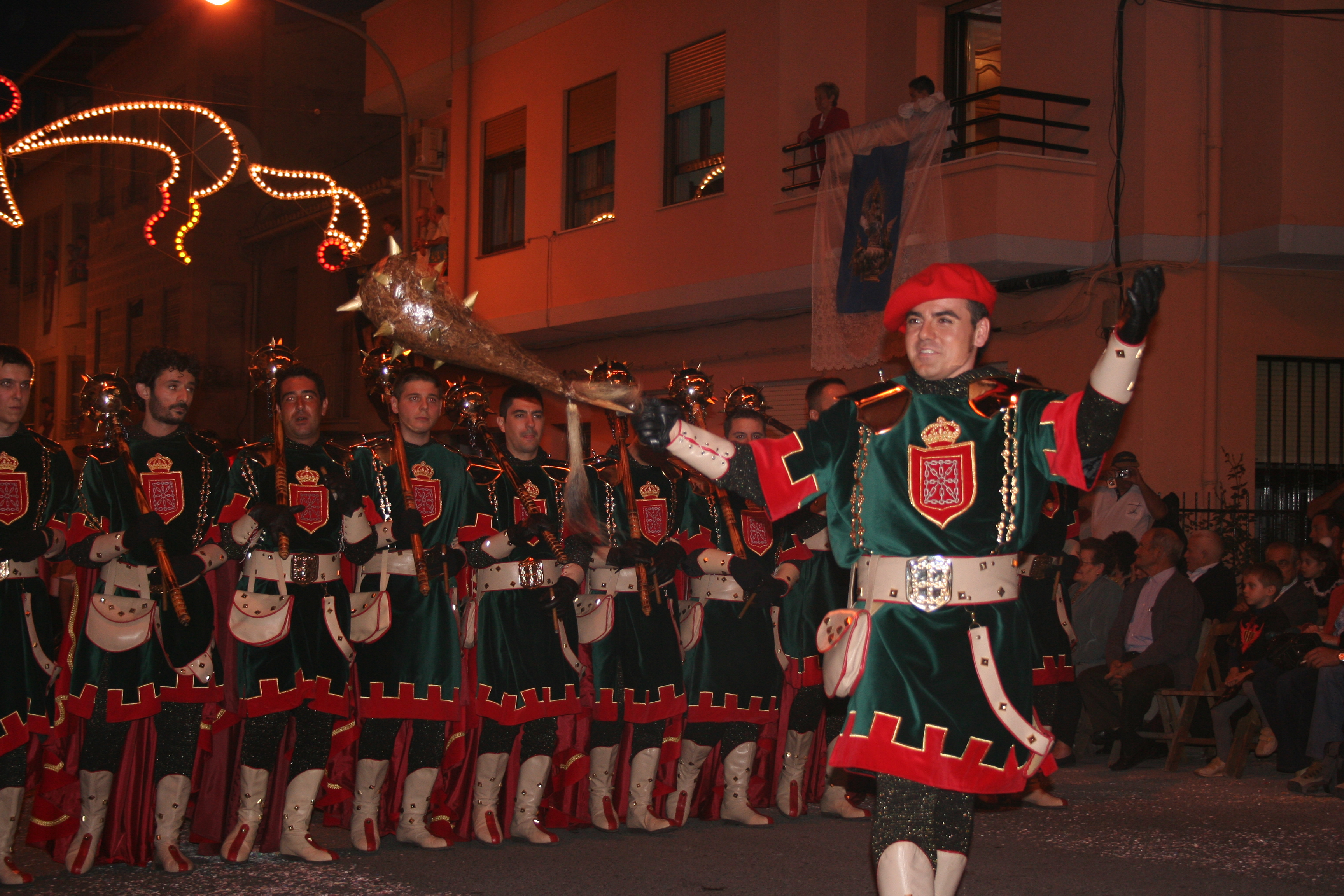
Esquadra cristiana en les festes de Callosa d'en Sarrià.

Els Moros i Cristians són una rememoració festiva de les batalles i lluites entre musulmans i cristians durant la reconquesta, així com les tres revoltes mudèjars que tingueren lloc en els anys posteriors, com la famosa liderada per Al-Àzraq (vegeu edat mitjana al País Valencià) i, en el cas de Mallorca, dels pirates sarraïns a l'Edat Moderna. Aquesta rememoració és comuna a molts pobles i ciutats del País Valencià, en especial les Comarques Centrals. Les festes de Moros i Cristians més antigues documentades són les de Cocentaina. Es té constància d'elles des de l'any 1586, i les segones les de Cabdet que daten de 1588.
A Catalunya es celebren moros i cristians a Lleida mentre que a Mallorca també existeixen festes d'aquesta temàtica que commemoren la resistència mallorquina davant dels atacs de pirates i corsaris el segle xvi. Són episodis de recreació històrica festius que se celebren per les festes patronals i que van acompanyats d'altres actes, religiosos i laics.

## Localització

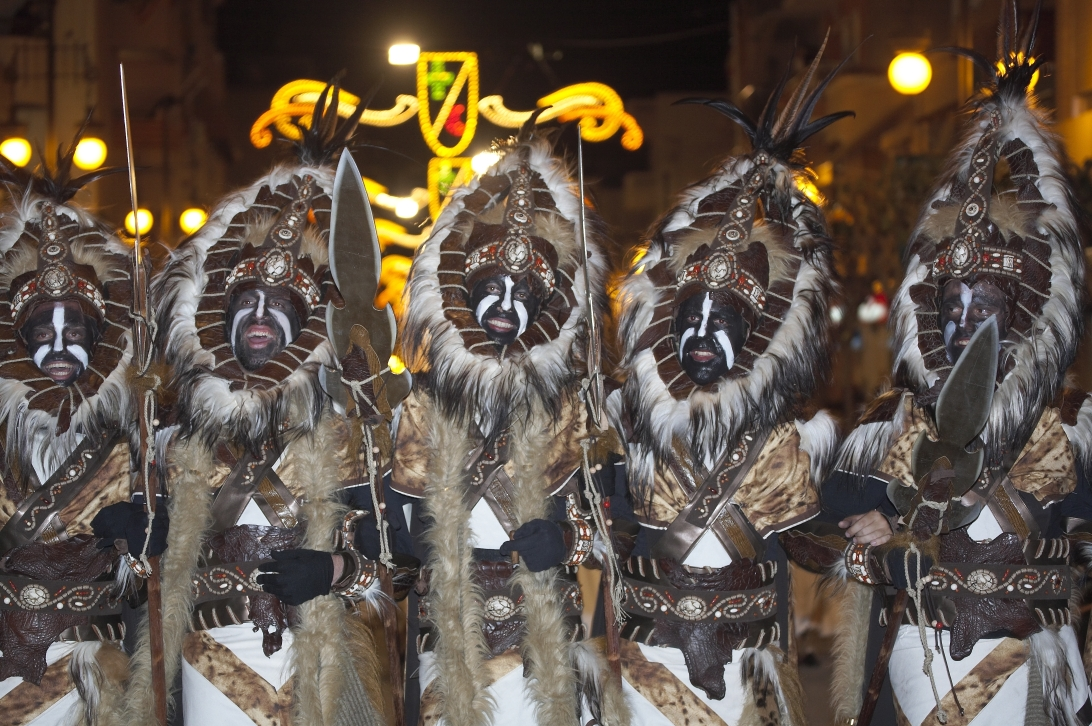
Entrada Mora 2006 - El Campello

Les festes més reconegudes són les festes de Moros i Cristians d'Alcoi (1741), al voltant de les festes de Sant Jordi. Encara que també són conegudes les de Cocentaina (abans de 1734), Beneixama (c.1845), Banyeres de Mariola (anterior a 1786), Cabdet (c.1880), Biar (c.1815), Callosa d'en Sarrià (1865), Crevillent (1965), Elda (1944), Muro (abans de 1822), Oriola (1978), La Font d'en Carròs (1979), Petrer (1822), Villena (abans de 1838) Albaida, Bellreguard, alguns barris d'Alacant i en general les de poblacions de gran part de les Comarques centrals i les Comarques del sud, nord de la Regió de Múrcia, i est de la província d'Albacete. Cal destacar també les festes de Moros i Cristians de la Vila Joiosa (1735 però consolidades a la dècada de 1960) en honor de santa Marta amb el seu desembarc que té el títol de festa d'interès internacional.
A Mallorca se celebren a les viles de Sóller, Pollença, Andratx i, recentment, Valldemossa.

## País Valencià

### Descripció

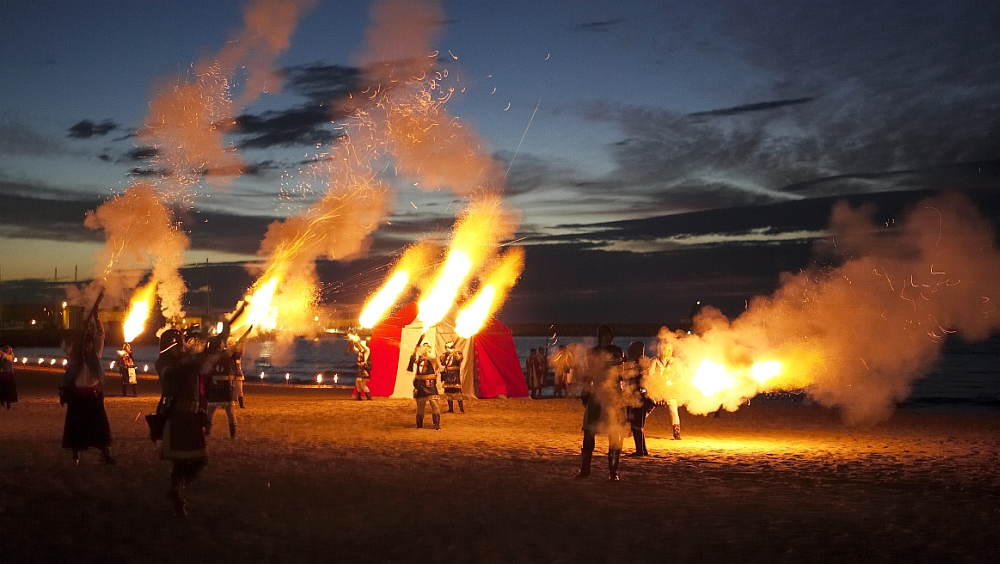
Desembarcament 2006 - El Campello

La festa es caracteritza generalment per la presa de la ciutat per part dels moros, que roman sota sobirania mora durant un o més dies, fins que els cristians tornen a conquerir-la, restant en mans dels cristians tot l'any fins a la següent setmana de festa. No obstant això, les representacions i l'argument de la festa pot variar d'una localitat a una altra, incloent els discursos dels capitans moro i cristià, i la representació escènica. L'acte principal d'aquesta festa és l'Entrada de Moros i Cristians, així com les Ambaixades. Tanmateix, a l'hora de celebrar aquestes festes, cada ciutat o poble les dedica a un sant patró. Així, passa amb Sant Jordi, per Alcoi o Banyeres de Mariola, Sant Blai, per Bocairent o Sax, la Mare de Déu de Gràcia per Cabdet o Biar, Sant Vicent Ferrer, per Agullent o San Vicent del Raspeig, Sant Roc, per Castelló de Rugat o Alfarrasí.
En aquestes festes no es mostra només la batalla entre els moros i els cristians i la seva indumentària, també van acompanyades de bandes de música que acompanyen amb marxes mores i cristianes, així com pasdobles la terra com Borosko, Pepe Anton, Febrer, Xàbia, Aitana, Fiesta en Benidorm, Paquito el Chocolatero, etc. Gràcies a la música d'aquests grups les esquadres poden dur un ritme mentre desfilen pels carrers de les localitats. Els compositors de música festera de Moros i Cristians més destacats de la història són l'ontinyentí José María Ferrero Pastor i l'alcoià Amando Blanquer Ponsoda. També s'ha d'esmentar la utilització de la pólvora que acompanya a les ambaixades.

### Organització

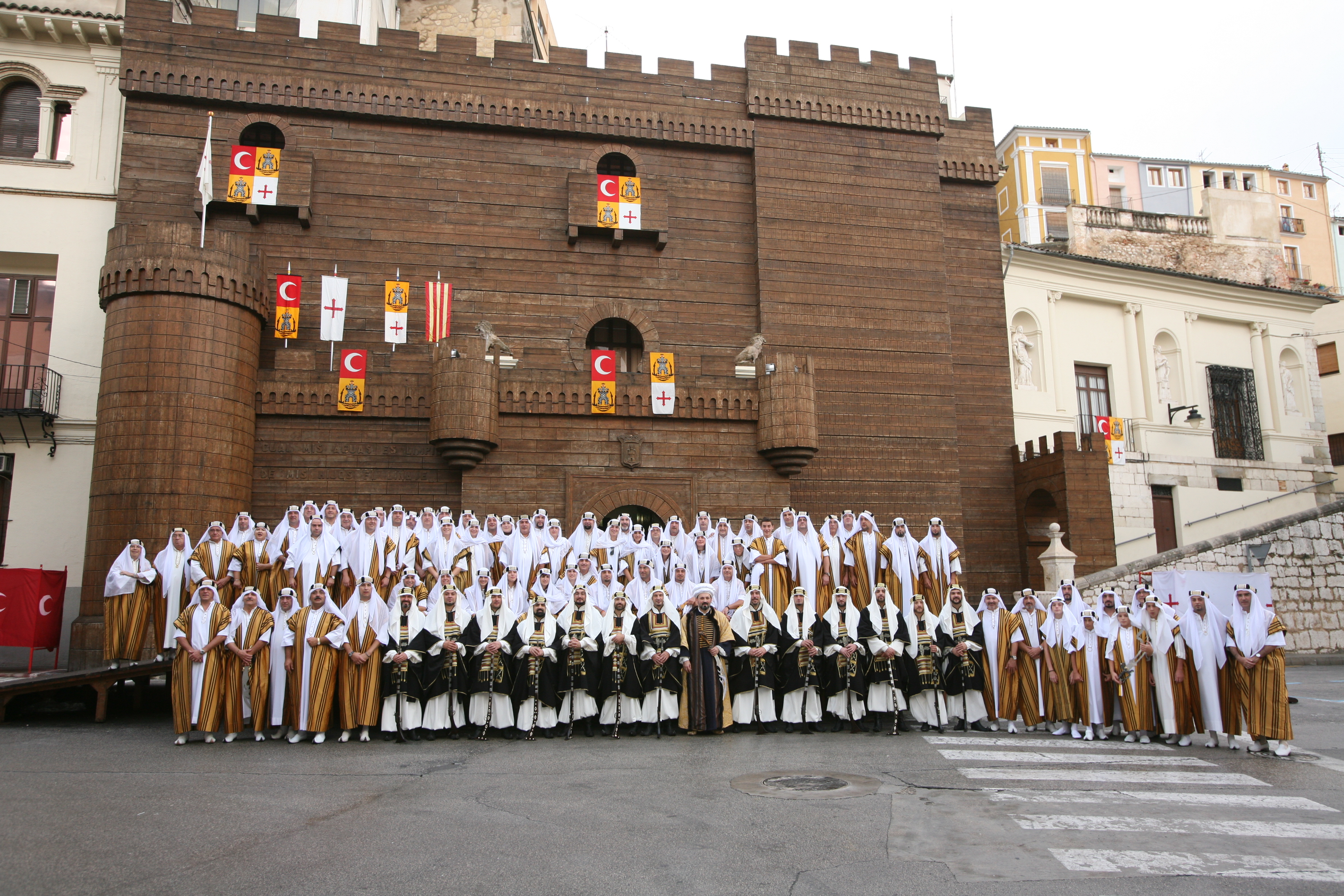
Comparsa Saudites d'Ontinyent a les portes del Castell (2007)

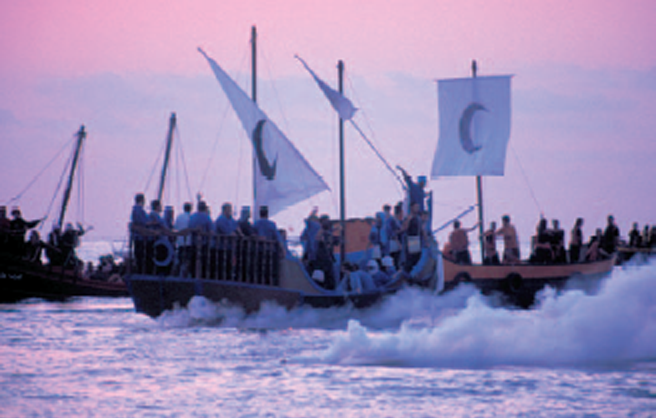
Desembarcament de la Vila Joiosa

L'organització de la festa va a càrrec de les filades (col·loquialment, filà pl. filaes), comparses o càbiles, que són societats constituïdes per a participar en la recreació festiva de les batalles i lluites entre moros i cristians durant l'edat mitjana, tot i que en altres casos es recreen les revoltes i les incursions navals posteriors o les batalles al nord d'Àfrica del segle xix. Les comparses s'agrupen en dos bàndols, el moro i el cristià. Els components o comparsistes de la comparsa s'organitzen per esquadres o penyes per a poder participar en les desfilades. Generalment, estan regides per uns estatuts i dirigides per un president, per una Junta de Govern i per l'Assemblea General de tots els socis. Compten amb una figura del Primer Tro que és l'encarregat de representar en la festa cada any la comparsa. A més de les festes, també celebren el mig any fester. Es financen principalment amb les quotes dels socis o comparsistes i amb la venda de loteries, rifes i reben subvencions. Depenent de la tradició de cada poble les comparses assumeixen diversos càrrecs: capitans, reis, ambaixadors, banderes, alferes... Durant tot un any es preparen els vestits i engalonaments per a la festa, així com les armes de foc que, tot i que són fictícies, són molt sorolloses. Tot açò ompli les localitats que celebren la festa de color i de soroll.

### Museus
Cal destacar els nombrosos museus festers (o també anomenats casal del fester) que hi ha als pobles de la zona. En aquests tipus de museus s'exposen vestits, indumentària antiga, fotografies, partitures de música festera i tot un seguit d'objectes que rememoren aquestes festes. Entre els que destaquen més hi ha el d'Ontinyent, situat al nucli antic de la ciutat.

### Llegendes
Com a curiositat es pot esmentar la relació que hi ha entre Biar i Villena amb la Mahoma. Mentre que per a molts és sols un ninot, en aquests dos pobles forma part d'una tradició ja antiga en la que el poble de Biar li deixa la Mahoma al de Villena. Segons diu la llegenda, perquè antigament no hi havia presó a Biar i els presoners anaven a la de Villena. Aleshores, els dos pobles van acordar que en lloc dels impostos de presó, Biar li deixaria tots els anys la Mahoma. D'aleshores ençà l'alcalde de Villena, acompanyat per representants dels moros, puja el dia 12 de maig amb un pregó per a arreplegar-la i el dia 8 de setembre, quan els moros perden, la torna al poble de Biar, on l'esperen a la Torreta per a passejar-la per tot el poble amb la música de les espies.
Segons la documentació existent en el Semanario Pintoresco Español (1838), la descripció de Villena de Teodor Llorente (1889) i la vida de l'Excm. Sr. Joaquín María López (1857), aquesta mateixa efígie que avui comparteixen Villena i Biar, també es compartia amb les veïnes localitats de Iecla i Castalla. Es dedueix que tant Villena com Biar pactarien llavors col·laborar en lliurament mutu per a evitar perdre el ninot, amb la consegüent despesa econòmica d'elaborar un de nou cada any.

## Catalunya
La ciutat de Lleida va recuperar a finals del segle XX aquesta tradició perduda, els antecedents de la qual daten del segle XII i durant els segles XVII i XVIII la Festa de Moros i Cristians viu la seva màxima esplendor tot i que, a partir de 1899, la celebració deriva en un ball de moros i cristians amb parlaments i música.
La festa es celebra a meitat de maig durant un cap de setmana. S'inicia, a la Plaça Paeria, amb les Ambaixades, els parlaments dels ambaixadors moro i cristià previs per evitar la batalla que tindrà lloc diumenge, dia gran de la festa. Diumenge al matí, se celebra la denominada entrada infantil i, al migdia, es presenten les bandes, que interpreten música pròpia de la festa de Lleida. A la tarda es concentren les comparses de moros i cristians a la Seu Vella per a, posteriorment, desfilar amb els seus vistosos uniformes pels carrers més cèntrics. Abans que caigui la nit, s'inicien uns parlaments de caràcter satíric que provoquen un efrontament verbal al qual segueix l'espectacular batalla, amb l'incomparable marc de la Seu Vella com a fons.

## Mallorca
A Mallorca se celebra una modalitat d'aquesta festa a diverses viles. Es tracta de simulacres de recreació històrica dels diversos atacs corsaris que patiren els pobles pròxims a la costa al llarg de l'edat moderna i principalment el segle xvi, coincidint amb l'auge del poder otomà. En aquestes representacions, els cristians van vestits de pagès, mentre que els moros van vestits amb una vestimenta arabitzant amb guardapits, turbants i túniques i amb la cara mascarada.

### Sóller
A Sóller la festa se celebra el segon dilluns de maig, durant el Firó, i commemora l'atac dels corsaris que patí la població el 12 de maig de 1561 dirigida per Otxalí. L'atac fou rebutjat pel capità Angelats amb la col·laboració dels veïns de Bunyola, que arribaren pel coll de Sóller, i d'Alaró, que arribaren per Orient. El simulacre de batalla és documentat de 1855 ençà, i comença a la plaça amb l'arenga del capità Angelats. Els cristians avancen cap al Port fins a la platja del Través, on desembarquen els corsaris i es representa el primer combat i els sarraïns són rebutjats, motiu pel qual tornen a desembarcar a la platja d'en Repic, i la batalla final es produeix al Camp de l'Oca. Entre altres anècdotes i representacions durant la festa, tenen un paper destacat, a més del capità Angelats, les Valentes Dones de can Tamany, nascudes d'una llegenda documentada el segle xvii per la qual dues dones de can Tamany mataren tres pirates que havien entrat a saquejar amb la barra de la porta.

### Pollença
A Pollença es representa l'esdeveniment el 2 d'agost, per les festes patronals de la Mare de Déu dels Àngels (l'Alborada). Hom hi commemora l'assalt corsari del 30 de maig de 1550 dirigit per Dragut i rebutjat pel poble pollencí Joan Mas. Els combats es duen a terme pel carrer Major i de la Mar fins a arribar al pont de Sant Jordi, i al camp de futbol es du a terme la batalla final. Al final es canta un Te Deum. Hi ha indicis que ja se celebrava a mitjan segle xix, però de 1864 a 1882 no es va celebrar. A Pollença, els cristians van vestits amb camises blanques, que representen les camises de dormir de l'època, pel fet que l'esdeveniment tengué lloc de nit.

### Andratx
A Andratx se celebra la primera setmana d'agost, commemorant l'atac del 2 d'agost de 1578. Destacà Rafel Joan de Son Corso, qui occí el cap dels corsaris, tradicionalment identificat amb Barba-rossa, el qual feia trenta anys que era mort. També foren rellevants les germanes Bonaventura i Margalida Coll, heroïnes que alçaren el pont llevadís que protegia l'esglèsia. La festa, que data del segle xix, es perdé a començament del segle xx, però fou recuperada els anys vint. Després postguerra es deixà de celebrar, però es recobrà la dècada dels noranta, i de llavors ençà no s'ha deixat de celebrar. Primer celebraven una missa, en què es llegia un sermó que narrava els fets, i s'exposava una pintura commemorativa del segle xvii; tot seguit, es feia una processó pels carrers.
Els anys trenta, la festa començava de matí amb la lectura d'un poema i una representació teatral. L'horabaixa, dones vestides de pageses acompanyades de músics es dirigien cap a Son Mas, on es trobaven amb els infants i es dirigien cap a l'església, on hi havia nit de balls. L'endemà hi havia una missa de matí i es feia una colcada amb la gent vestida d'època. Els anys quaranta es recuperà la processó, després de quaranta anys. El nou format, recuperat els anys noranta, se celebra a Sant Elm, i pretén ser un continuador de les antigues festes, per bé que els actes que s'hi celebren són força diferents.

### Valldemossa
Les festes a Valldemossa són molt modernes, i són una creació basada en les fonts històriques i no pas en una tradició que mantengués el record dels fets. Aquests fets tengueren lloc el 1552, i l'atac dels corsaris fou neutralitzat pels mallorquins, capitanejats per Ramon Gual. Els moros arriben al poble, segresten dones i roben el calze al vicari; Aina Creus, àvia de Catalina Tomàs, oposa resistència però és assassinada. L'antiheroi de les festes és el mallorquí Pere Valencià, un traïdor que va guiar els sarraïns cap al poble, el qual és executat.
Els fets han estat reconstruïts amb la narració que en fa Àlvar Campaner al Cronicón mayoricense. Els fets havien estat commemorats els anys posteriors, però s'havia perdut, i solament havia estat recordada el 1952, amb el quart centenari, quan es batià un carrer amb el nom de Ramon Gual. La nova festa, creada emmirallant-se amb les de Sóller i Pollença, se celebra de 2014 ençà, el primer cap de setmana d'octubre.